# Ère Tenroku
L'ère Tenroku (天禄) est une des ères du Japon (年号, nengō, lit. « nom de l'année ») après l'ère Anna et avant l'ère Ten'en. Cette ère couvre la période allant du mois de mars 970 jusqu'au mois de mars 973. Les empereurs régnant sont Reizei-tennō (冷泉天皇) et En'yū-tennō (円融天皇).

## Changement d'ère
- février 970 Tenroku gannen (天禄元年?) : Le nom de la nouvelle ère est créé pour marquer un événement ou une série d'événements. L'ère précédente se termine là où commence la nouvelle, en Anna 3, le 25e jour du 3e mois de 970[3].

## Événements de l'ère Tenroku
- 970 (Tenroku 1,1re mois): Fujiwara no Arihira (藤原在衡?) devient sadaijin et Fujiwara no Koretada (藤原伊尹?) udaijin[4].
- 970 (Tenroku 1, 5e mois): Le régent sesshō et daijō-daijin Fujiwara no Saneyori (藤原実頼?) meurt à l'âge de 71 ans et l'udaijin Koretada assume alors ses responsabilités[4].
- 970 (Tenroku 1, 10e mois) : Le sadaijin Fujiwara no Arihira (藤原実頼?) meurt à l'âge de 79 ans[4].
- 971 (Tenroku 2, 3e mois) : Pour la première fois est célébré un festival (matsuri) en l'honneur du kami du sanctuaire Iwashimizu Hachiman-gū[4].
- 971 (Tenroku 2, durant le 11e mois) : Koretada est fait  daijō-daijin; Minamoto no Kaneakira (源兼明?) est fait sadaijin et Fujiwara no Yoritada (藤原頼忠?) est nommé udaijin[5].
- 4 avril 972 (Tenroku 3, 5e jour du 3e mois) : Le couronnement de l'empereur En'yū à l'âge de 14 ans est organisé par Koretada[6].
- 972 (Tenroku 3, 11e mois) : Koretada meurt à l'âge de 49 ans[6].

| Tenroku   | 1re | 2e  | 3e  | 4e  |
| Grégorien | 970 | 971 | 972 | 973 |